# Список астероїдів (14501—14600)
| Назва                                    | Тимчасове позначення | Дата відкриття    | Місце відкриття                  | Відкривач                       |
| ---------------------------------------- | -------------------- | ----------------- | -------------------------------- | ------------------------------- |
| 14501 Тецуокодзіма (Tetsuokojima)        | 1995 WA8             | 29 листопада 1995 | Обсерваторія Оїдзумі             | Такао Кобаяші                   |
| 14502 Морден (Morden)                    | 1995 WB22            | 17 листопада 1995 | Обсерваторія Кітт-Пік            | Spacewatch                      |
| (14503) 1995 WW42                        | 1995 WW42            | 25 листопада 1995 | Обсерваторія Кушіро              | Сейджі Уеда, Хіроші Канеда      |
| 14504 Цудзімура (Tsujimura)              | 1995 YL3             | 27 грудня 1995    | Обсерваторія Оїдзумі             | Такао Кобаяші                   |
| 14505 Барентіна (Barentine)              | 1996 AW4             | 12 січня 1996     | Обсерваторія Кітт-Пік            | Spacewatch                      |
| (14506) 1996 BL2                         | 1996 BL2             | 26 січня 1996     | Обсерваторія Оїдзумі             | Такао Кобаяші                   |
| (14507) 1996 CQ1                         | 1996 CQ1             | 14 лютого 1996    | Вішнянська обсерваторія          | Вішнянська обсерваторія         |
| (14508) 1996 DH2                         | 1996 DH2             | 23 лютого 1996    | Обсерваторія Оїдзумі             | Такао Кобаяші                   |
| 14509 Лученець (Lucenec)                 | 1996 ER2             | 9 березня 1996    | Обсерваторія Модри               | Адріан Галад, А. Правда         |
| (14510) 1996 ES2                         | 1996 ES2             | 15 березня 1996   | Обсерваторія Галеакала           | NEAT                            |
| 14511 Нікель (Nickel)                    | 1996 EU3             | 11 березня 1996   | Обсерваторія Кітт-Пік            | Spacewatch                      |
| (14512) 1996 GL1                         | 1996 GL1             | 6 квітня 1996     | Станція Сінлун                   | SCAP                            |
| 14513 Алісалінднер (Alicelindner)        | 1996 GK17            | 15 квітня 1996    | Обсерваторія Ла-Сілья            | Ерік Вальтер Ельст              |
| (14514) 1996 GA18                        | 1996 GA18            | 15 квітня 1996    | Обсерваторія Ла-Сілья            | Ерік Вальтер Ельст              |
| 14515 Koichisato                         | 1996 HL1             | 21 квітня 1996    | Обсерваторія Наніо               | Томімару Окуні                  |
| (14516) 1996 HM11                        | 1996 HM11            | 17 квітня 1996    | Обсерваторія Ла-Сілья            | Ерік Вальтер Ельст              |
| 14517 Монітома (Monitoma)                | 1996 LJ1             | 13 червня 1996    | Обсерваторія Ондржейов           | Петр Правец                     |
| (14518) 1996 RZ30                        | 1996 RZ30            | 13 вересня 1996   | Обсерваторія Ла-Сілья            | Упсала-DLR трояновий огляд      |
| 14519 Урал (Ural)                        | 1996 TT38            | 8 жовтня 1996     | Обсерваторія Ла-Сілья            | Ерік Вальтер Ельст              |
| (14520) 1997 GC11                        | 1997 GC11            | 3 квітня 1997     | Сокорро (Нью-Мексико)            | LINEAR                          |
| (14521) 1997 GL15                        | 1997 GL15            | 3 квітня 1997     | Сокорро (Нью-Мексико)            | LINEAR                          |
| (14522) 1997 GS21                        | 1997 GS21            | 6 квітня 1997     | Сокорро (Нью-Мексико)            | LINEAR                          |
| (14523) 1997 GV21                        | 1997 GV21            | 6 квітня 1997     | Сокорро (Нью-Мексико)            | LINEAR                          |
| (14524) 1997 GK23                        | 1997 GK23            | 6 квітня 1997     | Сокорро (Нью-Мексико)            | LINEAR                          |
| (14525) 1997 GV35                        | 1997 GV35            | 6 квітня 1997     | Сокорро (Нью-Мексико)            | LINEAR                          |
| 14526 Ксенократ (Xenocrates)             | 1997 JT3             | 6 травня 1997     | Прескоттська обсерваторія        | Пол Комба                       |
| (14527) 1997 JD12                        | 1997 JD12            | 3 травня 1997     | Обсерваторія Ла-Сілья            | Ерік Вальтер Ельст              |
| (14528) 1997 JN15                        | 1997 JN15            | 3 травня 1997     | Обсерваторія Ла-Сілья            | Ерік Вальтер Ельст              |
| (14529) 1997 NR2                         | 1997 NR2             | 6 липня 1997      | Обсерваторія Ренд                | Джордж Віском                   |
| (14530) 1997 PR                          | 1997 PR              | 1 серпня 1997     | Вумера                           | Френк Золотовскі                |
| (14531) 1997 PM2                         | 1997 PM2             | 7 серпня 1997     | Обсерваторія Ренд                | Джордж Віском                   |
| (14532) 1997 QM                          | 1997 QM              | 25 серпня 1997    | Обсерваторія Клеть               | Зденек Моравец                  |
| 14533 Рой (Roy)                          | 1997 QY              | 24 серпня 1997    | Бедуен                           | П'єр Антоніні                   |
| (14534) 1997 QE2                         | 1997 QE2             | 27 серпня 1997    | Обсерваторія Наті-Кацуура        | Йошісада Шімідзу, Такеші Урата  |
| 14535 Кадзуюкіханда (Kazuyukihanda)      | 1997 RF              | 1 вересня 1997    | Яцука                            | Хіросі Абе                      |
| (14536) 1997 RY2                         | 1997 RY2             | 3 вересня 1997    | Вумера                           | Френк Золотовскі                |
| 14537 Тин над Влтавою (Tyn nad Vltavou)  | 1997 RL7             | 10 вересня 1997   | Обсерваторія Клеть               | Мілош Тіхі, Зденек Моравец      |
| (14538) 1997 RR8                         | 1997 RR8             | 12 вересня 1997   | Станція Сінлун                   | SCAP                            |
| 14539 Клоке Ройланд (Clocke Roeland)     | 1997 RU9             | 10 вересня 1997   | Королівська обсерваторія Бельгії | Тьєрі Повель                    |
| (14540) 1997 RJ10                        | 1997 RJ10            | 13 вересня 1997   | Станція Сінлун                   | SCAP                            |
| (14541) 1997 SF                          | 1997 SF              | 20 вересня 1997   | Обсерваторія Клеть               | Обсерваторія Клеть              |
| 14542 Каритська (Karitskaya)             | 1997 SW9             | 29 вересня 1997   | Обсерваторія Ґудрайк-Піґотт      | Рой Такер                       |
| 14543 Садзіґавасуйсекі (Sajigawasuiseki) | 1997 SF11            | 28 вересня 1997   | Обсерваторія Садзі               | Обсерваторія Садзі              |
| 14544 Ericjones                          | 1997 SG21            | 29 вересня 1997   | Обсерваторія Кітт-Пік            | Spacewatch                      |
| (14545) 1997 SK25                        | 1997 SK25            | 29 вересня 1997   | Обсерваторія Наті-Кацуура        | Йошісада Шімідзу, Такеші Урата  |
| (14546) 1997 TM18                        | 1997 TM18            | 3 жовтня 1997     | Станція Сінлун                   | SCAP                            |
| (14547) 1997 TF19                        | 1997 TF19            | 8 жовтня 1997     | Обсерваторія Ґекко               | Тецуо Каґава, Такеші Урата      |
| (14548) 1997 TJ24                        | 1997 TJ24            | 5 жовтня 1997     | Станція Сінлун                   | SCAP                            |
| (14549) 1997 TM27                        | 1997 TM27            | 8 жовтня 1997     | Обсерваторія Кійосато            | Сатору Отомо                    |
| 14550 Легкий (Lehky)                     | 1997 UU7             | 27 жовтня 1997    | Обсерваторія Ондржейов           | Ленка Коткова                   |
| 14551 Ітагакі (Itagaki)                  | 1997 UN8             | 22 жовтня 1997    | Обсерваторія Наніо               | Томімару Окуні                  |
| (14552) 1997 UX20                        | 1997 UX20            | 24 жовтня 1997    | Станція Сінлун                   | SCAP                            |
| (14553) 1997 UD25                        | 1997 UD25            | 27 жовтня 1997    | Обсерваторія Кійосато            | Сатору Отомо                    |
| (14554) 1997 UE25                        | 1997 UE25            | 27 жовтня 1997    | Обсерваторія Кійосато            | Сатору Отомо                    |
| (14555) 1997 VQ                          | 1997 VQ              | 1 листопада 1997  | Обсерваторія Кітамі              | Кін Ендате, Кадзуро Ватанабе    |
| (14556) 1997 VN1                         | 1997 VN1             | 1 листопада 1997  | Обсерваторія Кушіро              | Сейджі Уеда, Хіроші Канеда      |
| (14557) 1997 VG8                         | 1997 VG8             | 15 листопада 1997 | Вумера                           | Френк Золотовскі                |
| 14558 Ванганьчан (Wangganchang)          | 1997 WG1             | 19 листопада 1997 | Станція Сінлун                   | SCAP                            |
| (14559) 1997 WP28                        | 1997 WP28            | 29 листопада 1997 | Обсерваторія Ондржейов           | Петр Правец                     |
| (14560) 1997 WB33                        | 1997 WB33            | 29 листопада 1997 | Сокорро (Нью-Мексико)            | LINEAR                          |
| (14561) 1997 WC34                        | 1997 WC34            | 29 листопада 1997 | Сокорро (Нью-Мексико)            | LINEAR                          |
| (14562) 1997 YQ19                        | 1997 YQ19            | 27 грудня 1997    | Станція Сінлун                   | SCAP                            |
| (14563) 1998 AV5                         | 1998 AV5             | 8 січня 1998      | Коссоль                          | ODAS                            |
| 14564 Геслі (Heasley)                    | 1998 BX13            | 26 січня 1998     | Обсерваторія Кітт-Пік            | Spacewatch                      |
| (14565) 1998 EQ10                        | 1998 EQ10            | 1 березня 1998    | Обсерваторія Ла-Сілья            | Ерік Вальтер Ельст              |
| 14566 Хокулеа (Hokuleʻa)                 | 1998 MY7             | 19 червня 1998    | Станція Андерсон-Меса            | LONEOS                          |
| 14567 Ніковінсенті (Nicovincenti)        | 1998 MQ8             | 19 червня 1998    | Сокорро (Нью-Мексико)            | LINEAR                          |
| 14568 Занотта (Zanotta)                  | 1998 OK              | 19 липня 1998     | Обсерваторія Пістоїєзе           | Андреа Боаттіні, Маура Томбеллі |
| (14569) 1998 QB32                        | 1998 QB32            | 17 серпня 1998    | Сокорро (Нью-Мексико)            | LINEAR                          |
| 14570 Буркам (Burkam)                    | 1998 QS37            | 17 серпня 1998    | Сокорро (Нью-Мексико)            | LINEAR                          |
| 14571 Каралександер (Caralexander)       | 1998 QC45            | 17 серпня 1998    | Сокорро (Нью-Мексико)            | LINEAR                          |
| 14572 Армандо (Armando)                  | 1998 QX54            | 27 серпня 1998    | Станція Андерсон-Меса            | LONEOS                          |
| 14573 Монтебуньйолі (Montebugnoli)       | 1998 QD55            | 27 серпня 1998    | Станція Андерсон-Меса            | LONEOS                          |
| 14574 Пайєтт (Payette)                   | 1998 QR58            | 30 серпня 1998    | Обсерваторія Кітт-Пік            | Spacewatch                      |
| 14575 Джеймсбланк (Jamesblanc)           | 1998 QC92            | 28 серпня 1998    | Сокорро (Нью-Мексико)            | LINEAR                          |
| 14576 Джефхоллі (Jefholley)              | 1998 QO92            | 28 серпня 1998    | Сокорро (Нью-Мексико)            | LINEAR                          |
| (14577) 1998 QN93                        | 1998 QN93            | 28 серпня 1998    | Сокорро (Нью-Мексико)            | LINEAR                          |
| (14578) 1998 QO93                        | 1998 QO93            | 28 серпня 1998    | Сокорро (Нью-Мексико)            | LINEAR                          |
| (14579) 1998 QZ99                        | 1998 QZ99            | 26 серпня 1998    | Обсерваторія Ла-Сілья            | Ерік Вальтер Ельст              |
| (14580) 1998 QW101                       | 1998 QW101           | 26 серпня 1998    | Обсерваторія Ла-Сілья            | Ерік Вальтер Ельст              |
| (14581) 1998 RT4                         | 1998 RT4             | 14 вересня 1998   | Сокорро (Нью-Мексико)            | LINEAR                          |
| 14582 Конлін (Conlin)                    | 1998 RK49            | 14 вересня 1998   | Сокорро (Нью-Мексико)            | LINEAR                          |
| 14583 Лестер (Lester)                    | 1998 RN61            | 14 вересня 1998   | Сокорро (Нью-Мексико)            | LINEAR                          |
| 14584 Лоусан (Lawson)                    | 1998 RH63            | 14 вересня 1998   | Сокорро (Нью-Мексико)            | LINEAR                          |
| (14585) 1998 RX64                        | 1998 RX64            | 14 вересня 1998   | Сокорро (Нью-Мексико)            | LINEAR                          |
| (14586) 1998 RN70                        | 1998 RN70            | 14 вересня 1998   | Сокорро (Нью-Мексико)            | LINEAR                          |
| (14587) 1998 RW70                        | 1998 RW70            | 14 вересня 1998   | Сокорро (Нью-Мексико)            | LINEAR                          |
| 14588 Ферремс (Pharrams)                 | 1998 RH73            | 14 вересня 1998   | Сокорро (Нью-Мексико)            | LINEAR                          |
| 14589 Стівенбернс (Stevenbyrnes)         | 1998 RW79            | 14 вересня 1998   | Сокорро (Нью-Мексико)            | LINEAR                          |
| (14590) 1998 RL80                        | 1998 RL80            | 14 вересня 1998   | Сокорро (Нью-Мексико)            | LINEAR                          |
| (14591) 1998 SZ21                        | 1998 SZ21            | 23 вересня 1998   | Вішнянська обсерваторія          | Вішнянська обсерваторія         |
| (14592) 1998 SV22                        | 1998 SV22            | 20 вересня 1998   | Вумера                           | Френк Золотовскі                |
| 14593 Еверетт (Everett)                  | 1998 SA26            | 22 вересня 1998   | Станція Андерсон-Меса            | LONEOS                          |
| 14594 Їндрашильган (Jindrasilhan)        | 1998 SS26            | 24 вересня 1998   | Обсерваторія Ондржейов           | Петр Правец                     |
| 14595 Пекер (Peaker)                     | 1998 SW32            | 23 вересня 1998   | Обсерваторія Кітт-Пік            | Spacewatch                      |
| 14596 Берґстраль (Bergstralh)            | 1998 SC55            | 16 вересня 1998   | Станція Андерсон-Меса            | LONEOS                          |
| 14597 Вейнрічі (Waynerichie)             | 1998 SV57            | 17 вересня 1998   | Станція Андерсон-Меса            | LONEOS                          |
| 14598 Ларрісміт (Larrysmith)             | 1998 SU60            | 17 вересня 1998   | Станція Андерсон-Меса            | LONEOS                          |
| (14599) 1998 SV64                        | 1998 SV64            | 20 вересня 1998   | Обсерваторія Ла-Сілья            | Ерік Вальтер Ельст              |
| (14600) 1998 SG73                        | 1998 SG73            | 21 вересня 1998   | Обсерваторія Ла-Сілья            | Ерік Вальтер Ельст              |

| ← Астероїди 10001—20000 → |             |             |             |             |             |             |             |             |             |
| 10001—10100               | 11001—11100 | 12001—12100 | 13001—13100 | 14001—14100 | 15001—15100 | 16001—16100 | 17001—17100 | 18001—18100 | 19001—19100 |
| 10101—10200               | 11101—11200 | 12101—12200 | 13101—13200 | 14101—14200 | 15101—15200 | 16101—16200 | 17101—17200 | 18101—18200 | 19101—19200 |
| 10201—10300               | 11201—11300 | 12201—12300 | 13201—13300 | 14201—14300 | 15201—15300 | 16201—16300 | 17201—17300 | 18201—18300 | 19201—19300 |
| 10301—10400               | 11301—11400 | 12301—12400 | 13301—13400 | 14301—14400 | 15301—15400 | 16301—16400 | 17301—17400 | 18301—18400 | 19301—19400 |
| 10401—10500               | 11401—11500 | 12401—12500 | 13401—13500 | 14401—14500 | 15401—15500 | 16401—16500 | 17401—17500 | 18401—18500 | 19401—19500 |
| 10501—10600               | 11501—11600 | 12501—12600 | 13501—13600 | 14501—14600 | 15501—15600 | 16501—16600 | 17501—17600 | 18501—18600 | 19501—19600 |
| 10601—10700               | 11601—11700 | 12601—12700 | 13601—13700 | 14601—14700 | 15601—15700 | 16601—16700 | 17601—17700 | 18601—18700 | 19601—19700 |
| 10701—10800               | 11701—11800 | 12701—12800 | 13701—13800 | 14701—14800 | 15701—15800 | 16701—16800 | 17701—17800 | 18701—18800 | 19701—19800 |
| 10801—10900               | 11801—11900 | 12801—12900 | 13801—13900 | 14801—14900 | 15801—15900 | 16801—16900 | 17801—17900 | 18801—18900 | 19801—19900 |
| 10901—11000               | 11901—12000 | 12901—13000 | 13901—14000 | 14901—15000 | 15901—16000 | 16901—17000 | 17901—18000 | 18901—19000 | 19901—20000 |